# Aguscello
Aguscello è una frazione di Ferrara di 535 abitanti, facente parte della Circoscrizione 4. Il toponimo deriva dal latino lacuscellus ovvero laghetto o acquitrino.

## Storia
Aguscello esiste sin dal 990, quando il centro di Ferrara era ubicato nel Borgo San Giorgio, e viene citato anche in un documento del 1117. A causa della carenza di strade rese impraticabili dalla costituzione fangosa e acquitrinosa del terreno, per raggiungere la città si usavano i canali navigabili, in particolare quello denominato "Sant'Antonino", che univa Aguscello con Ferrara sino a Portomaggiore.

## Luoghi di interesse
- chiesa di San Michele Arcangelo, già presente dal X secolo e legata al vicino monastero benedettino di San Bartolo. Nel 1415 la chiesa passò invece sotto la custodia dei padri olivetani del monastero di San Giorgio.
- Abbazia benedettina di San Bartolo, che rappresenta il luogo di maggiore importanza del borgo, poiché si hanno notizie del complesso sin dall'anno 856 anche se le sue condizioni di povertà ne causarono un progressivo decadimento sino a quando, all'inizio del XIII secolo, iniziarono i lavori di ammodernamento dell'abbazia per volere degli abati, terminati nel 1293. Soltanto nel XVII secolo gli interni della chiesa assunsero l'attuale aspetto settecentesco nonostante la facciata sia decorata in stile gotico. Il 1796 segna la fine dell'attività monastica a causa dell'arrivo delle truppe francesi che destinarono il complesso all'accoglienza dei feriti di guerra. Successivamente, nel 1821 passò nelle mani dei padri gesuiti che lo convertirono a residenza estiva per gli allievi del loro collegio sino ai primi anni del Novecento, periodo in cui la funzione del monastero fu quella di struttura psichiatrica, ruolo che svolge ancora oggi.
- Città del Ragazzo, del 1950, centro d'istruzione professionale voluto dall'arcivescovo Ruggero Bovelli ed eretto attorno alla villa dell'antico seminario.
- Aguscello ricopre anche una certa notorietà al di fuori della comunità ferrarese a causa della presenza nella frazione di un ex ospedale psichiatrico infantile, spesso oggetto di leggende sulla presenza dei fantasmi dei bambini che si suppone fossero stati torturati al suo interno dai medici che avrebbero dovuto curarsi di loro. L'ospedale è stato anche l'oggetto di un servizio del programma televisivo Mistero, che ha indagato proprio sulle presunte anime dei bambini[2]
- Superato il Raccordo autostradale, è presente a sud dell'abitato l'Aeroporto di Prati Vecchi, uno degli impianti velivoli di Ferrara.

## Infrastrutture e trasporti
La frazione dista da Ferrara circa 4km e si estende nella periferia est della città, a ridosso del Raccordo autostradale Ferrara-Porto Garibaldi, ed è raggiungibile da via Comacchio. Il paese si sviluppa lungo la via Ricciarelli, che ne rappresenta anche l'arteria principale e a nord dell'abitato vi passa la linea Ferroviaria Ferrara-Codigoro.